# Rozdil
Rozdil (în ucraineană Розділ) este o așezare de tip urban din raionul Mîkolaiiv, regiunea Liov, Ucraina. În afara localității principale, nu cuprinde și alte sate.

## Demografie
Componența lingvistică a așezării de tip urban Rozdil
     Ucraineană (98,51%)
     Rusă (1,13%)
     Alte limbi (0,36%)
Conform recensământului din 2001, majoritatea populației așezării de tip urban Rozdil era vorbitoare de ucraineană (98,51%), existând în minoritate și vorbitori de rusă (1,13%).